# Thymus granatensis
Thymus granatensis — вид рослин родини глухокропивові (Lamiaceae), ендемік Іспанії.

## Опис
Напівчагарник. Квіткові стебла до 10 см заввишки. Вегетативні стебла 30 см, лежачі. Молоді стебла опушені. Листки довгасті з широким заокругленим кінцем 7–10 мм завдовжки, гладкі. Суцвіття — головоподібні колоски, 13–18 × 15–20 мм. Приквітки яйцеподібні, 8–11 мм завдовжки, зазвичай пурпурні. Квітки довжиною 8–12 мм, рожеві. Горішки 0.6–0.9 мм, кулясті, коричневі. 2n = 28.

## Поширення
Ендемік гір південної Іспанії.